# Pavilionul (film)
Pavilionul (în engleză The Ward) este un film american de groază supranatural, psihologic, din 2010 regizat de John Carpenter. Rolurile principale au fost interpretate de actorii Amber Heard, Mamie Gummer, Danielle Panabaker, Laura-Leigh, Lyndsy Fonseca și Jared Harris.

## Prezentare
După incendierea casei, în 1966, tânăra Kristen a fost plasată într-un spital de psihiatrie. De tratarea sa se ocupă dr. Stringer, care este specializat în metode de terapie alternativă. Pe lângă Kristen, alte patru fete urmează un tratament la clinică. În curând, lucruri inexplicabile și ciudate încep să se întâmple în interiorul zidurilor spitalului. Fantoma misterioasă a unei femei rătăcitoare o bântuie pe Kristen, iar restul pacienților încep să dispară unul câte unul.

## Distribuție
- Amber Heard - Kristen [3]
- Mamie Gummer - Emily
- Danielle Panabaker - Sarah [4]
- Laura-Leigh - Zoey
- Lyndsy Fonseca - Iris [5]
- Mika Boorem - Alice
- Jared Harris - Dr. Stringer, psihiatrul fetelor [6]
- Sydney Sweeney - Young Alice [7]
- Dan Anderson - Roy
- Susanna Burney - Nurse Lundt
- Sali Sayler - Tammy
- Mark Chamberlin - Mr. Hudson
- Jillian Kramer - Monster Alice

## Producție
Filmările au avut loc în Spokane, Washington și la Eastern State Hospital din Medical Lake, Washington. Cheltuielile de producție s-au ridicat la 10 milioane $.
A fost primul lungmetraj al lui John Carpenter din ultimii opt ani, începând cu 2001, când a fost lansat ultimul său film, Ghosts of Mars. Primele cadre ale noului film au fost prezentate pe canalul de televiziune francez Canal+.
Potrivit lui Carpenter, el a fost atras de acest proiect la o scară mică: buget redus, o trupă mică de actorie, spațiu fizic limitat. Pregătindu-se pentru filmări, a revăzut multe filme dedicate bolilor mintale și clinicilor de psihiatrie.

## Lansare și primire
Filmul a avut premiera la 13 septembrie 2010 la Festivalul Internațional de Film de la Toronto.
A avut încasări de 5,3 milioane $.